# Lophoditta perspicillaris
Lophoditta perspicillaris är en fjärilsart som beskrevs av Heinrich Benno Möschler 1890. Lophoditta perspicillaris ingår i släktet Lophoditta och familjen nattflyn. Inga underarter finns listade i Catalogue of Life.